# حزب کمونیست سان مارینو
حزب کمونیست سن مارینو حزبی سیاسی در این کشور بود که در ۱۹۴۱ تأسیس شده بود.
این حزب از سال ۱۹۴۵ تا ۱۹۵۷ به طور مشترک با حزب سوسیالیست سن مارینو در قدرت بود.
در سال ۱۹۳۷ این حزب با حزب دموکرات مسیحی سن مارینو وارد ائتلاف شد و این ائتلاف در ۱۹۸۶ نیز تکرار شد.
تخمین این می‌رود که این حزب در دههٔ ۸۰ حدود ۱۰۰۰ عضو داشت.
سازمان جوانان این حزب، "فدراسیون جوانان کمونیست سن مارینو" نام داشت و عضوی از فدراسیون جهانی جوانان دموکرات بود.
این حزب نشریهٔ " La Scintilla" را منتشر می‌کرد.
در سال ۱۹۹۰ این حزب از کمونیسم دست کشید و نام خود را به حزب دموکرات پیشروی سن مارینو تغییر داد. این سازمان جدید نیز بعدها تغییراتی را شاهد بود و نهایتاً به حزب دموکرات‌ها تغییر نام داد.
در جریان این تغییر نام بعضی از اعضای حزب با این سیاست مخالفت کردند و از حزب جدا شده و نوبنیاد کمونیست سن مارینو را تشکیل دادند.